# Salvia mattogrossensis
Salvia mattogrossensis là một loài thực vật có hoa trong họ Hoa môi. Loài này được Pilg. miêu tả khoa học đầu tiên năm 1901.